# ISPS Handa Wales Open 2013
Het ISPS Handa Wales Open is een jaarlijks golftoernooi van de Europese Tour. In 2013 werd het gespeeld van 29 augustus tot 1 september, voor de 14de keer op de Celtic Manor Resort. Titelverdediger is Thongchai Jaidee uit Thailand. Het prijzengeld is gestegen naar € 2.250.000.
Dit toernooi is het eerste toernooi waarbij punten zijn te behalen voor de Ryder Cup. Captain Paul McGinley zal vier van de twaalf spelers van deze puntenlijst in zijn team opnemen.

## Verslag
De par van de baan is 71.
Ronde 1
Espen Kofstad begon met twee birdies, daarna gebeurde er enkele uren niets, maar hij eindigde met drie birdies en een eagle en ging aan de leiding. Joost Luiten stond lange tijd op -1 maar maakte een triple-bogey op hole 16. Maarten Lafeber trok zich na 12 holes terug. Hij had last van een rugblessure.
Ronde 2
De baan speelde moeilijk, hij was hard en de wind draaide steeds. De gemiddelde score van ronde 2 lag ruim drie slagen hoger dan bij ronde 1, maar de Welsh speler Liam Bond speelde voor eigen publiek een mooie ronde van 68 (-3). Luitenm die nu nummer 89 op de wereldranglijst staat, had ook 68 en steeg naar de 11de plaats. 
Ronde 3
Liam Bond, leider na ronde 2, heeft een dramatische ronde gehad met vijf bogeys, een triple-bogey en slechts 1 birdie. Het was nog net niet de slechtste ronde van de dag. Joost Luiten begon met een bogey maar had verder een goede ronde met drie birdies, waarna hij de 4de plaats deelde met Peter Hedblom. Peter Uihlein nam de leiding met een ronde van 67. Ricardo Santos maakte een hole-in-one op hole 13, een lange par 3 van 173 meter.
Ronde 4
In dit toernooi won Bourdy, maar gaf Uihlein het toernooi op de laatste hole weg. Op de tee van hole 18, een par 5, stonden Bourdy en Uihlein gelijk op -7. Bourdy maakte een birdie en Uihlein een bogey.

Grégory Bourdy speelde al bijna 250 toernooien op de Europese Tour en dit was de 9de keer dat hij in Walen speelde. Hij behaalde hier zijn vierde overwinning op de Tour en steeg ruim 50 plaatsen op de wereldranglijst; hij staat nu in de top-120. 
Joost Luiten had weer een goed toernooi en eindigde op de 4de plaats. Dat levert veel punten op voor de Ryder Cup-lijst.
| Naam                | Score R1 | Score R1 | Nr  | Score R2 | Score R2 | Totaal | Nr  | Score R3 | Score R3 | Totaal | Nr  | Score R4 | Score R4 | Totaal | Nr  |
| ------------------- | -------- | -------- | --- | -------- | -------- | ------ | --- | -------- | -------- | ------ | --- | -------- | -------- | ------ | --- |
| Grégory Bourdy      | 67       | -4       | T   | 72       | +1       | -3     | T4  | 70       | -1       | -4     | T2  | 67       | -4       | -8     | 1   |
| Peter Uihlein       | 69       | -2       | T9  | 70       | -1       | -3     | T4  | 67       | -4       | -7     | 1   | 72       | +1       | -6     | 2   |
| Joost Luiten        | 73       | +2       | T69 | 68       | -3       | -1     | T11 | 69       | -2       | -3     | T4  | 71       | par      | -3     | T4  |
| Tjaart Van der Walt | 67       | -4       | T4  | 71       | par      | -4     | T2  | 74       | +3       | -1     | T12 | 73       | +2       | +1     | T18 |
| Thomas Levet        | 75       | +4       | T   | 67       | -4       | par    | T20 | 67       | -4       | -4     | T2  | 77       | +6       | +2     | T26 |
| Richard Green       | 66       | -5       | T2  | 76       | +5       | par    | T20 | 70       | -1       | -1     | T12 | 76       | +5       | +4     | T39 |
| Chris Wood          | 66       | -5       | T2  | 75       | +4       | -1     | T11 | 73       | +2       | +1     | T23 | 74       | +3       | +4     | T39 |
| Liam Bond           | 69       | -2       | T10 | 68       | -3       | -5     | 1   | 78       | +7       | +2     | T31 | 74       | +3       | +5     | T43 |
| Espen Kofstad       | 64       | -7       | 1   | 74       | +3       | -4     | T2  | 76       | +5       | +1     | T23 | 79       | +8       | +9     | T62 |
| Maarten Lafeber     | WD       |          |     |          |          |        |     |          |          |        |     |          |          |        |     |

| Leider |  | Toernooirecord |  | MC = missed cut = cut gemist |  | DQ = disqualified |  | WD = withdrew = teruggetrokken |

## Spelers
| - Felipe Aguilar - Björn Åkesson - Fredrik Andersson Hed - Kiradech Aphibarnrat - Scott Arnold - Matthew Baldwin - Seve Benson - Thomas Bjørn - Richard Bland - Grégory Bourdy - Kristoffer Broberg - Daniel Brooks - Rafa Cabrera Bello - Michael Campbell - Jorge Campillo - Alejandro Cañizares - Magnus A. Carlsson - Christian Cévaër - S.S.P Chowrasia - Darren Clarke - Robert Coles - Matteo Delpodio - Chris Doak - Andrew Dodt - David Drysdale - Victor Dubuisson - Simon Dyson - Johan Edfors - Niclas Fasth - Gonzalo Fernández-Castaño - Darren Fichardt - Richard Finch - Oliver Fisher - Ross Fisher - Tommy Fleetwood - Oscar Florén - Mark Foster | - Lorenzo Gagli - Stephen Gallacher - Ignacio Garrido - Jean-Baptiste Gonnet - Estanislao Goya - Ricardo González - Richard Green - Emiliano Grillo - Anders Hansen - Søren Hansen - Pádraig Harrington - Andreas Hartø - Grégory Havret - Scott Henry - David Higgins - Keith Horne - David Howell - Mikko Ilonen - Raphaël Jacquelin - Thongchai Jaidee (2012) - Scott Jamieson - Lasse Jensen - Miguel Ángel Jiménez (2005) - Michael Jonzon - Alexandre Kaleka - Simon Khan - Maximilian Kieffer - Søren Kjeldsen - Brooks Koepka - Espen Kofstad - Mikko Korhonen - Jbe' Kruger - Maarten Lafeber - Joakim Lagergren - Moritz Lampert - José Manuel Lara - Pablo Larrazábal | - Peter Lawrie - Craig Lee - Thomas Levet - Alexander Levy - Tom Lewis - Sam Little - Chris Lloyd - Gary Lockerbie - Joost Luiten - Mikael Lundberg - Callum Macaulay - Morten Ørum Madsen - Gareth Maybin - Richard McEvoy - Damien McGrane - Prom Meesawat - Francesco Molinari - James Morrison - Matthew Nixon - Alex Norén (2011) - José María Olazabal - Thorbjørn Olesen - Hennie Otto - Chris Paisley - John Parry - Eddie Pepperell - Phillip Price - Julien Quesne - Alvaro Quiros - Eduardo de la Riva - Robert Rock - Brett Rumford - Ricardo Santos - Jeev Milkha Singh - Joel Sjöholm - Lee Slattery - Anthony Snobeck | - Matthew Southgate - Gary Stal - Graeme Storm - Andy Sullivan - Alessandro Tadini - Simon Thornton - Mark Tullo - Peter Uihlein - Simon Wakefield - Justin Walters - Paul Waring - Marc Warren - Romain Wattel - Steve Webster - Peter Whiteford - Martin Wiegele - Bernd Wiesberger - Danny Willett - Chris Wood - Fabrizio Zanotti Toernooi Invitaties - Ted Innes Ker - Zhiqun Lam - Masanori Kobayashi - Scott Hend Voormalige winnaars - Scott Strange (2008) - Paul McGinley (2001) Nationale rangorde - Richard Wallis - Gareth Wright - Richard Dinsdale Amateurs - Richard James - Matthew Moseley WAGR 294 - David Boote WAGR 259 |

2010 · 2011 · 2012 · 2013 · 2014